# Villers (bier)

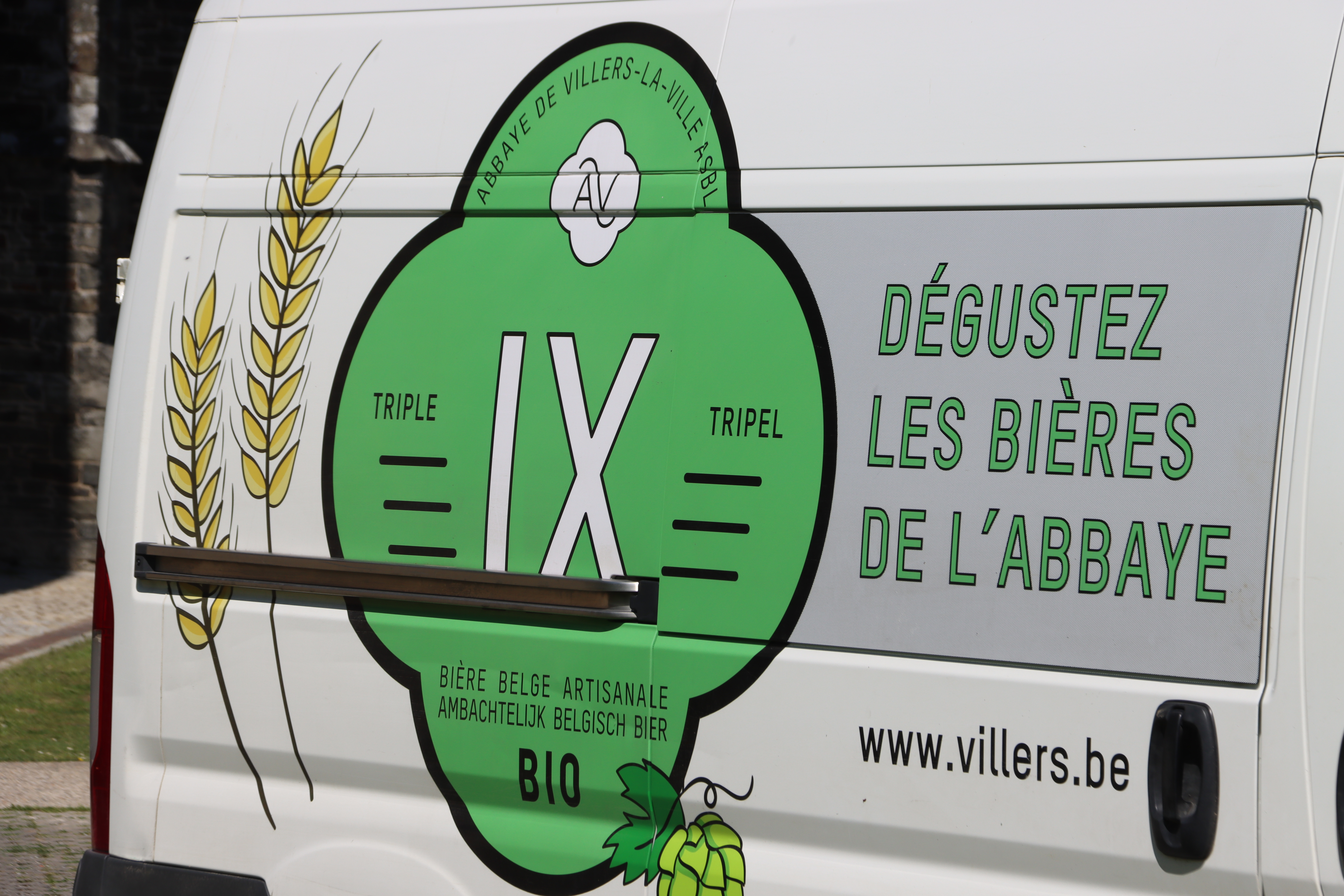

Villers is een Belgisch biermerk uit Waals-Brabant met bieren III (fruitbier), V (blond bier) en IX (tripel). Sinds 2016 brouwt de microbrouwerij van de Confrérie des Hostieux Moines de l'Abbaye de Villers aan de abdij van Villers een aantal bieren ter plaatse en op traditionele wijze. Hiertoe behoort een nieuwe versie van het monnikenbier, V, en een tripel, IX,